# Новодюртюкеєво
Новодюртюке́єво (рос. Новодюртюкеево, башк. Яңы Дүртекәй) — присілок у складі Балтачевського району Башкортостану, Росія. Входить до складу Сейтяковської сільської ради.
Населення — 57 осіб (2010; 76 у 2002).
Національний склад:
- марійці — 86 %